# Burrageara
× Burrageara viết tắt trong thương mại là Burr. là một chi lan lai giữa các chi Cochlioda, Miltonia, Odontoglossum và Oncidium (Cda. x Milt. x Odm. x Onc.).

## Hình ảnh

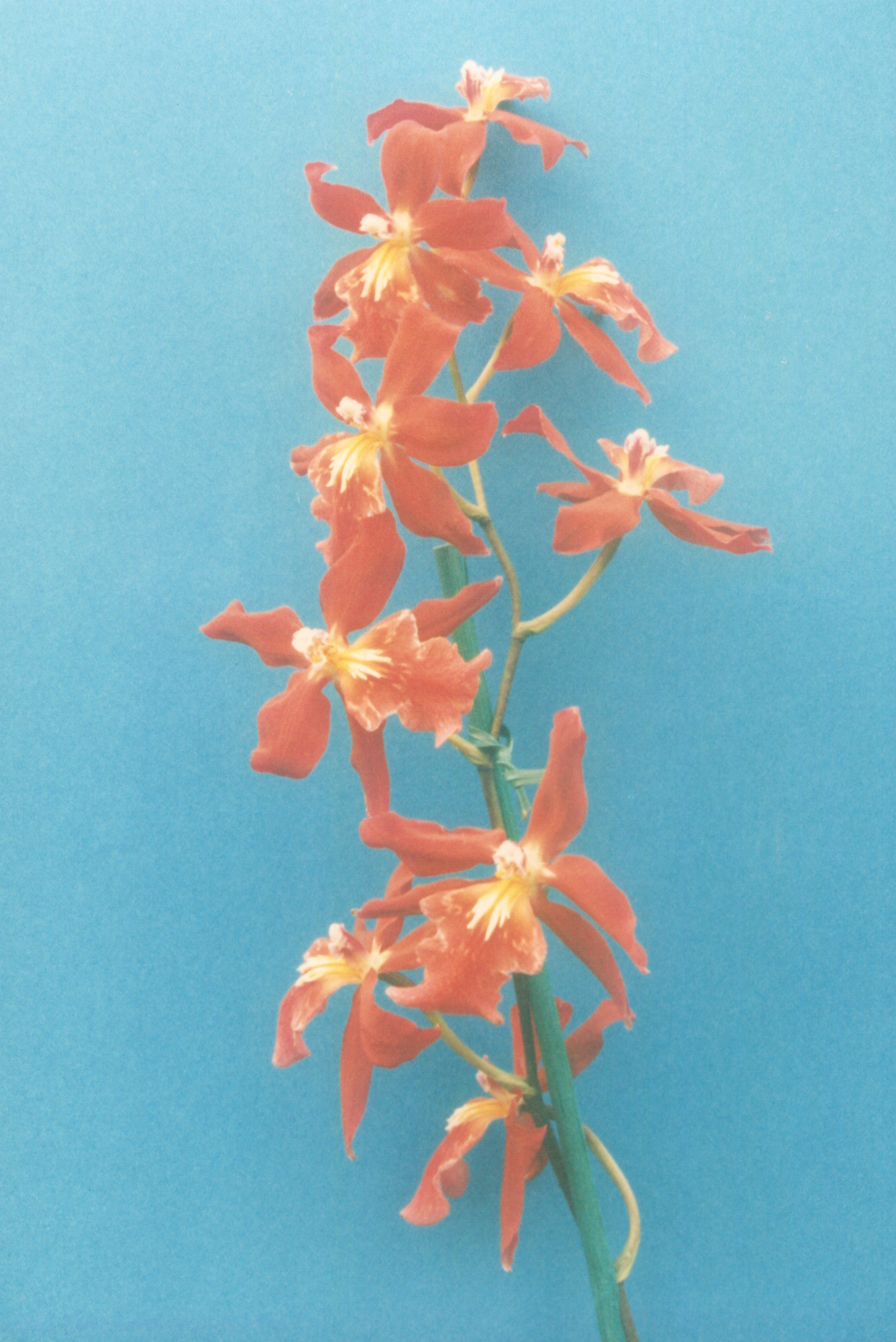
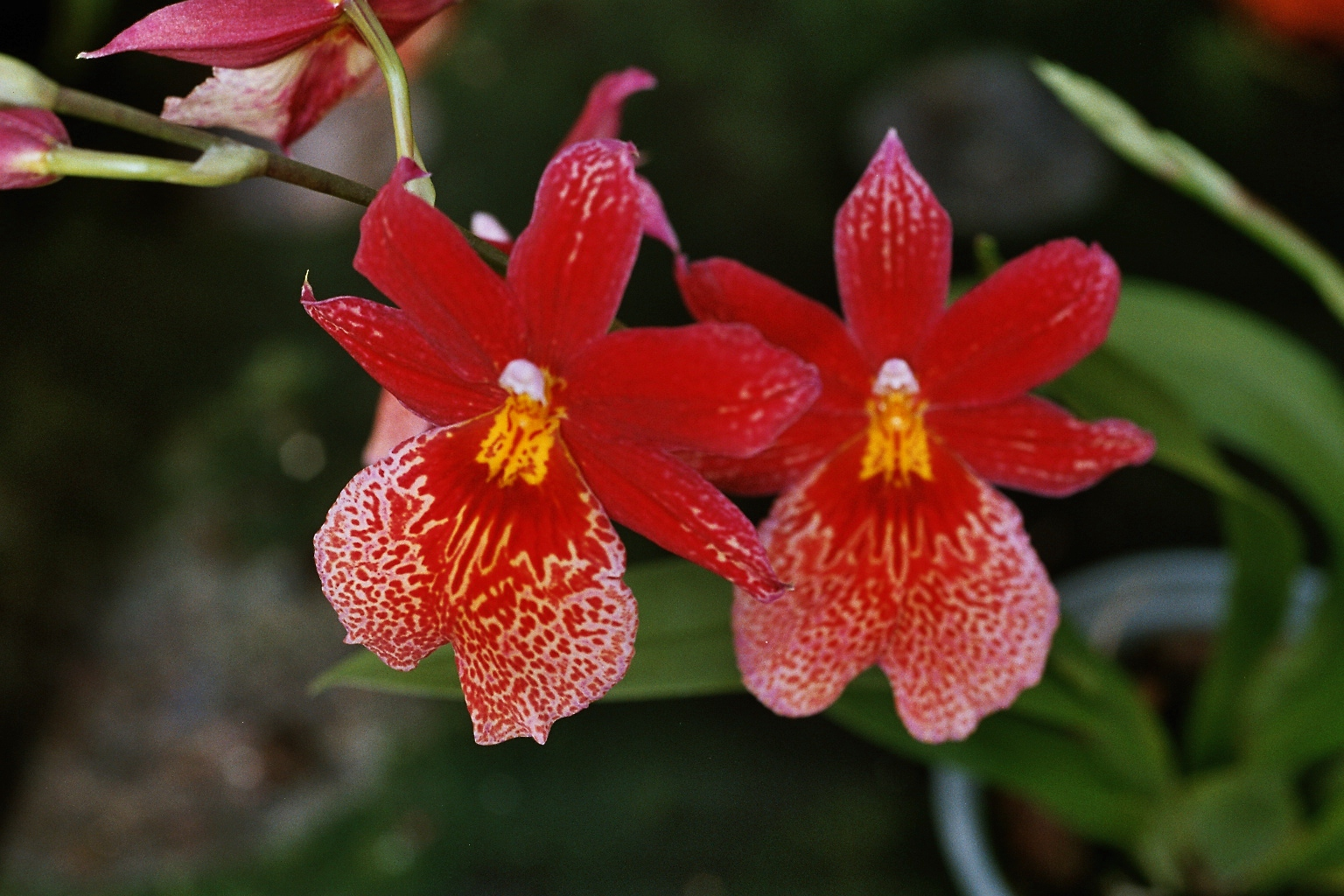
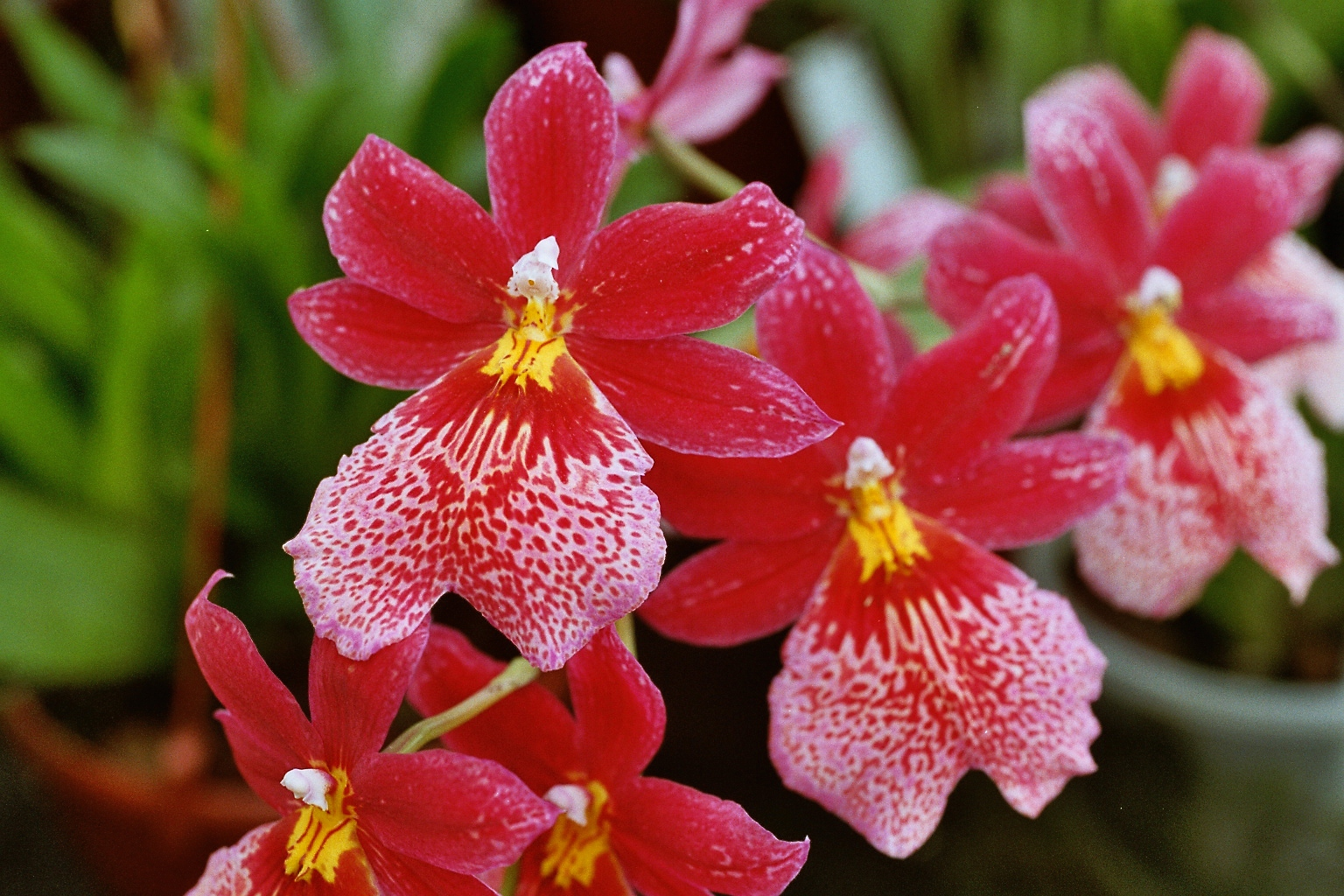
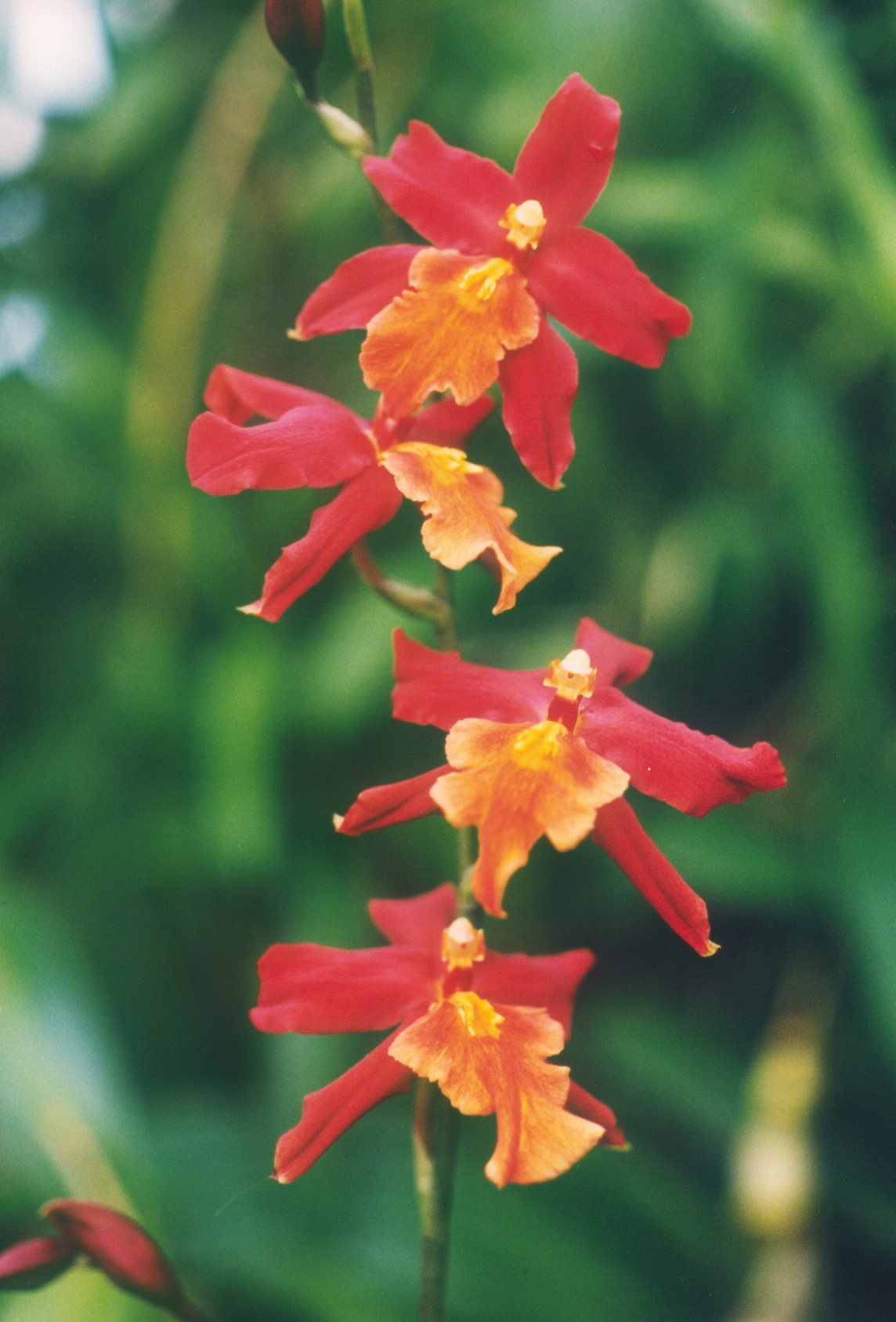